# Caryotophora skiatophytoides
Caryotophora skiatophytoides är en isörtsväxtart som beskrevs av Leistn. Caryotophora skiatophytoides ingår i släktet Caryotophora och familjen isörtsväxter. Inga underarter finns listade i Catalogue of Life.